# All Fired Up
Albums de Fastway
Fastway
(1983) Waiting for the Roar
(1985)
Singles
1. All Fired Up
Sortie : 1984
2. Tell Me
Sortie : 1984

All Fired Up est le second album du groupe de hard rock anglais Fastway. Il est sorti en juillet 1984 sur le label CBS Records et fut produit par Eddie Kramer.

## Historique
De retour d'une tournée aux États-Unis, Fastway entre en studio, avec Eddie Kramer à la production et son nouveau bassiste l'ex-Taste Charlie McCracken, pour enregistrer son second album. L'enregistrement principal se déroula aux Marcus Recording Studio de Londres. Quelques overdubs seront ajoutés aux studios Townhouse où sera aussi effectué le mixage.
Ce second album est dans la veine du premier avec quelques accents bluesy (les titres "Station" et "Hurtin' Me"). Deux singles seront tirés de l'album, All Fired Up et Tell Me.
Fastway tournera intensément aux USA, notamment en compagnie de Ratt, des Scorpions, de Rush ou de Billy Squier. Malgré de bonnes critiques, les ventes de l'album n'atteindront pas ceux du premier album et lorsque le groupe rentre en Angleterre en novembre 1984, Charlie McCraken et Jerry Shirley quittent le groupe.
L'album entra dans les charts du Billboard 200 aux États-Unis où il atteindra la 59e place ainsi que dans les charts canadiens, ou il se classa à la 91e place.

## Liste des titres
- Toutes les chansons sont signées par le groupe.

1. All Fired Up - 2:43
2. Misunderstood - 3:22
3. Steal the Show - 3:38
4. Station - 2:56
5. Non-Stop Love - 3:55
6. Hurtin' Me - 4:30
7. Tell Me - 3:50
8. Hung Up on Love - 3:27
9. The Stranger - 4:11
10. Telephone - 4:20
11. If You Could See - 4:36

## Musiciens
- "Fast Eddie Clarke": guitares
- Dave King: chant
- Jerry Shirley: batterie, percussion
- Charlie McCraken: basse

## Charts
Charts album
| Pays       | Durée du classement | Meilleur classement |
| ---------- | ------------------- | ------------------- |
| Canada     | 7 semaines          | 91e                 |
| États-Unis | 14 semaines         | 59e                 |

Charts singles
| Date | Single  | Chart                  | Position |
| ---- | ------- | ---------------------- | -------- |
| 1984 | Tell Me | Mainstream Rock Tracks | 27e      |